# Werner Fuchs (Fußballspieler)
Werner Fuchs (* 25. Oktober 1948 in Kaiserslautern; † 11. Mai 1999 in Aachen) war ein deutscher Fußballspieler und -trainer.

## Laufbahn
Der Mittelstürmer begann seine Profi-Karriere 1967 mit einem Profivertrag beim 1. FC Kaiserslautern, bei dem sein älterer Bruder Fritz ebenfalls als Profi unter Vertrag stand. Werner Fuchs brachte es jedoch nur auf einen Einsatz im Spiel bei Eintracht Braunschweig am 10. Februar 1968. Dies sollte sein einziger Einsatz in der Fußball-Bundesliga bleiben. Einen weiteren Anlauf in der Bundesliga unternahm er 1972 zwar noch bei Hannover 96, wechselte jedoch noch in der gleichen Saison, ohne zum Einsatz gekommen zu sein, zum Regionalligisten Preußen Münster. Weitere Stationen waren der FSV Salmrohr, Hassia Bingen und der FC St. Wendel.
Weitaus erfolgreicher gestaltete sich seine Arbeit als Fußballtrainer. 1990 gelang ihm der Aufstieg mit Hertha BSC in die 1. Fußball-Bundesliga. Er machte sich in seiner Zeit als Trainer vor allem um Alemannia Aachen verdient und genoss hohes Ansehen in großen Teilen der Aachener Bevölkerung. Die Aachener trainierte er zwischen 1984 und 1987 und von 1996 bis zu seinem Tod 1999. Er führte die Alemannia zum Wiederaufstieg in die 2. Bundesliga, konnte die Vollendung dieses Erfolges jedoch nicht mehr erleben, da er wenige Tage vor dem Meisterschaftsspiel, in dem schließlich der Aufstieg besiegelt werden konnte, während eines Waldlaufs mit der Aachener Mannschaft zusammenbrach und im Alter von nur 50 Jahren an einem Herzinfarkt verstarb. Bis heute ehren ihn Aachener Fans mit Plakaten in ihrem Stadion.
An Fuchs’ zehntem Todestag gab der TSV Alemannia Aachen bekannt, zum Gedenken an Fuchs das zum neuen Tivoli gehörende neue Amateurstadion auf Vorschlag der Fans „Werner-Fuchs-Stadion“ zu benennen. Am zwölften Todestag wurde auch das Haus der Fan-IG nach ihm benannt.
Im Sommer 2021 wurde die Stehplatztribüne des Tivoli in Werner-Fuchs-Tribüne umbenannt. Im Mai 2024, rund eine Woche nach dem 25. Todestag von Werner Fuchs, verkündete Alemannia Aachen, dass ein Sondertrikot zu Ehren Fuchs gestaltet wurde. Das Trikot kam im Bitburger-Pokalfinale 2024 zwischen Alemannia Aachen und dem Bonner SC zum Einsatz.